# 堤家
堤家（つつみけ）は、藤原北家勧修寺流甘露寺家庶流にあたる公家・華族だった家。公家としての家格は名家、華族としての家格は子爵家。

## 歴史
江戸時代の寛永8年（1631年）に正親町三条公仲の子の中川貞秀の三男である貞長によって創設された。当初は「中川」と号していたが、2代目にあたる貞長の子・輝長の代の延宝6年（1678年）に家名を「堤」と改称した。堤代長・広長は、正二位権中納言に昇進したが、原則的には参議が極官であった。江戸時代の家禄は蔵米30俵2人扶持。
明治維新後の明治2年（1869年）6月17日の行政官達で公家と大名家が統合されて華族制度が誕生すると堤家も公家として華族に列した。明治17年（1884年）7月7日の華族令の施行で華族が五爵制になると、同8日に大納言直任の例がない旧堂上家として堤功長が子爵に叙された。功長と2代子爵雄長は貴族院の子爵議員に当選して務めた。
堤子爵家の邸宅は昭和前期に東京市世田谷区玉川尾山町にあった。

## 歴代当主
1. 中川貞長（1615-1677）
2. 堤輝長（1653-1691）
3. 堤為任（1685-1717）
4. 堤為量（1690-1754）
5. 堤晴長（1695-1749）
6. 堤代長（1716-1783）
7. 堤栄長（1735-1795）
8. 堤敬長（1755-1800）
9. 堤広長（1773-1848）
10. 堤維長（1793-1859）
11. 堤言長（1813-1827）
12. 堤哲長（1827-1869）
13. 堤功長（1856-1923）
14. 堤雄長（1870-1955）
15. 堤経長（1901-1992）
16. 堤公長（1950- ）